# Кардаиловка
Кардаиловка — село в Поворинском районе Воронежской области.
Входит в состав Мазурского сельского поселения.

## География

### Улицы
- ул. Горская
- ул. Крыловская
- ул. Молодёжная
- ул. Нижняя
- ул. Школьная

## Население
| 1859 | 1897 | 2010 |
| ---- | ---- | ---- |
| 397  | ↗880 | ↘115 |

В селе родился Конев, Георгий Николаевич — Герой Советского Союза.